# Marcel Colla
Marcel Colla (Deurne, 28 september 1943) is een Belgisch voormalig politicus voor de sp.a.

## Levensloop
Als licentiaat in de sociale wetenschappen aan de Rijksuniversiteit Gent werd Marcel Colla beroepshalve socioloog en buitengewoon hoogleraar aan het Rijksuniversitair Centrum Antwerpen en het Hoger Instituut voor Vertalers en Tolken. Tevens was hij eind jaren 60 actief als korfballer bij Scaldis, waarmee hij de eerste zaaltitel behaalde.
Hij werd lid van de toenmalige BSP en SP en van 1970 tot 1973 was hij nationaal voorzitter van de Jongsocialisten. Van 1977 tot 1980 was hij eveneens schepen van Deurne.
Voor korte tijd in 1978 en van 1981 tot 1995 was Colla lid van de Kamer van volksvertegenwoordigers voor het arrondissement Antwerpen. In de Kamer was hij van 1992 tot 1994 fractievoorzitter van de SP. In de periode oktober-december 1978 zetelde hij korte tijd als gevolg van het toen bestaande dubbelmandaat ook in de Cultuurraad voor de Nederlandse Cultuurgemeenschap, die op 7 december 1971 werd geïnstalleerd. Vanaf december 1981 tot mei 1995 was hij lid van de Vlaamse Raad, de opvolger van de Cultuurraad sinds 21 oktober 1980 en de voorloper van het huidige Vlaams Parlement. Van 1999 tot 2003 zetelde hij als rechtstreeks gekozen senator in de Senaat en van 1979 tot 1982 was hij lid van het Europees Parlement. Tevens was hij van 1999 tot 2001 plaatsvervangend afgevaardigde naar de Parlementaire Assemblee van de Raad van Europa en de Assemblee van de West-Europese Unie.
Tussen 1988 en 1999 volgde hij ook een ministeriële loopbaan. Van 1988 tot 1989 was hij staatssecretaris voor Wetenschapsbeleid in de regering-Martens VIII, van 1989 tot 1992 minister van PTT in de regering-Martens VIII en de regering-Martens IX, van 1994 tot 1995 minister van Pensioenen in de regering-Dehaene I en van 1995 tot 1999 minister van Volksgezondheid en Pensioenen in de regering-Dehaene II. Tijdens de dioxinecrisis van 1999 diende hij ontslag te nemen als minister van Volksgezondheid en Pensioenen.

### Na de politiek
Van 1999 tot 2000 was Colla lid van het Executive Board van de Wereldgezondheidsorganisatie.
In juni 2002 volgde hij Maurice Schoensetters als voorzitter van basketbalclub Racing Basket Antwerp op. In 2005 volgde Roger Roels hem op.
Via zijn vennootschap Socius was hij bestuurder van farmabedrijf Arseus. Julien De Wilde volgde hem in 2010 op. Hij was tevens lid van de adviesraad van het investeringsfonds Waterland Private Equity Investments.

## Eerbetoon
Sinds 11 mei 2003 is Colla grootofficier in de Leopoldsorde.